# ژان باتمال
ژان باتمال (فرانسوی: Jean Batmale‎؛ ۱۸ سپتامبر ۱۸۹۵ – ۳ ژوئن ۱۹۷۳) بازیکن و مربی فوتبال اهل فرانسه بود.
از باشگاه‌هایی که در آن بازی کرده‌است می‌توان به باشگاه فوتبال رن و باشگاه فوتبال نیس اشاره کرد.
وی همچنین در تیم ملی فوتبال فرانسه بازی کرده‌است.